# Wittbek
Wittbek (danès Vedbæk, baix alemany Wittbeek) és una ciutat del districte de Nordfriesland, dins l'Amt Nordsee-Treene, a l'estat alemany de Slesvig-Holstein. És un poble rural que tenia 807 habitants el 2022. Format part de l'amt Nordsee-Treene.
El primer esment escrit Widbeke data del 1423. Beke, bek en baix alemany o bæk en danès significa riurol i wid és un arrel de l'antic danès *wid, ‘bosc’, doncs significa rierol del bosc.
A més del poble té tres veïnats dissipats: Osterwittbekfeld, Westerwittbekfeld i Sprüng.